# Prințesa Margaret a Danemarcei
Prințesa Margaret a Danemarcei (n. 17 septembrie 1895 - d. 18 septembrie 1992) a fost prințesă a Danemarcei și a Islandei prin naștere și prințesă de Bourbon-Parma ca soție a Prințului René de Parma. A fost mama Principesei Ana de Bourbon-Parma, soția Regelui Mihai I al României.

## Biografie
Tatăl ei a fost Prințul Valdemar al Danemarcei, fiul cel mic al regelui Christian al IX-lea al Danemarcei și al reginei Louise de Hesse-Kassel. Mama ei a fost Prințesa Marie d'Orleans. 
S-a căsătorit cu un prinț catolic, Prințul René de Bourbon-Parma, la 9 iunie 1921 la Copenhaga. René era al treilea fiu al lui Robert I, Duce de Parma. Mama lui era a doua soție a Ducelui, Prințesa Maria Antonia, fiica regelui exilat Miguel I al Portugaliei. René a fost fratele împărătesei Zita a Austriei și a lui Felix, soțul Mare Ducesă Charlotte I, Mare Ducesă de Luxemburg. 
René și Margrethe au avut patru copii;
- Jacques de Parma (9 iunie 1922 – 5 noiembrie 1964); s-a căsătorit în 1947 cu Birgitte Alexandra Maria, contesă de Holstein-Ledreborg (1922–2009). A fost motociclist entuziast însă a murit în accident în Danemarca. Au avut trei copii.
- Ana de Parma (18 septembrie 1923 - 1 august 2016); căsătorită cu fostul rege Mihai I al României. Au cinci copii.
- Michel de Parma (4 martie 1926 - 7 iulie 2018)
- André de Parma (6 martie 1928 - 28 octombrie 2011)

În iunie 1951, Margaret călătorea în mașina condusă de soțul ei când au trecut peste un tânăr de 22 de ani numit Jaja Sorensen, care a murit la scurt timp după ce a fost dus la spital.
Familia a fost relativ săracă. Și-au ales ca reședință Franța. În 1939 familia a fugit de naziști în Spania. De acolo au plecat în Portugalia, apoi în Statele Unite. Prințesa Margaret a murit la o zi după ce a împlinit 97 de ani, în ziua când fiica sa Ana împlinea 69 de ani. A rămas cel mai longeviv membru al familiei regale daneze.